# Nowa Kancelaria Rzeszy
Nowa Kancelaria Rzeszy (niem. Die Neue Reichskanzlei) – siedziba Kanclerza III Rzeszy, Adolfa Hitlera, w okresie od 1939 do 1945, w Berlinie.

## Okoliczności powstania

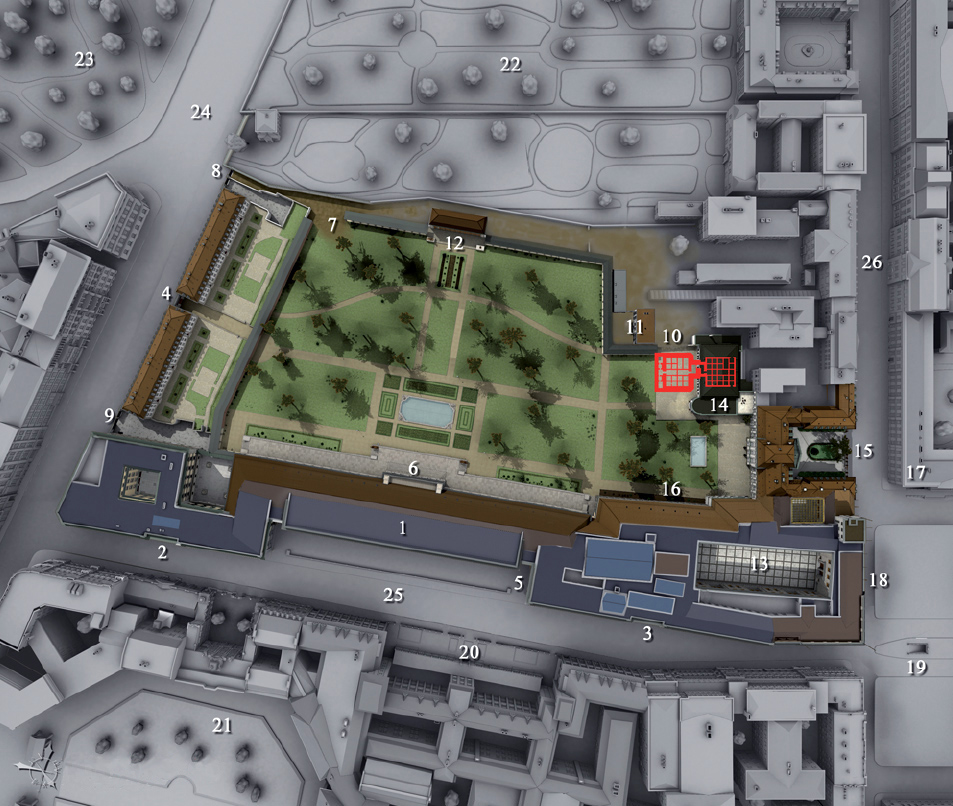
Położenie i plan Nowej Kancelarii Rzeszy; opis:
1. Budynek środkowy z Galerią Marmurową
2. Wejście do Kancelarii Rzeszy
3. Wejście do Kancelarii Prezydenta
4. Koszary
5. Podwyższenie nad katakumbami
6. Wyjście na ogrody przy gabinecie Hitlera
7. Dojazd do Bunkru Wodza (Führerbunker)
8. Dojazd do garaży podziemnych i Bunkru Wodza
9. Wjazd do garaży podziemnych i Bunkru Wodza
10. Dojazd do Bunkru Wodza
11. Dom Ericha Kempki, szofera Adolfa Hitlera (Haus Kempka)
12. Szklarnia
13. Dziedziniec honorowy
14. Sala audiencyjna z Ogrodem Zimowym
15. Stara Kancelaria Rzeszy
16. Jadalnia
17. Ministerstwo Propagandy
18. Przedłużenie Kancelarii Rzeszy
19. Wejście do stacji metra na Wilhelmplatz
20. Dom Towarowy Wertheim
21. Leipziger Platz
22. Ogród ministerialny
23. Tiergarten
24. Hermann Göring Strasse
25. Voss Strasse
26. Wilhelmstrasse

W 1935, wkrótce po objęciu władzy, mimo kolejnego remontu siedziby kanclerzy – Pałacu Radziwiłłowskiego – Hitler uznał, że obiekt ten jest godzien być siedzibą co najwyżej „mydlarni”, a nie oficjalnej rezydencji głowy wielkiej Rzeszy jaką zamyślał stworzyć. Na lokalizację nowego obiektu Hitler wybrał północną pierzeję Voßstraße od Wilhelm Platz do Königgrëtzerstraße, zajmowaną do tej pory przez Ministerstwo Sprawiedliwości (Justizministerium), placówki dyplomatyczne (poselstwa – Bawarii, Wirtembergii i Saksonii) i kamienice, a przylegającą ogrodami do Starej Kancelarii Rzeszy, w której miał nadal swoje prywatne mieszkanie.

## Budowa
Wstępne studia architektoniczne Hitler powierzył Albertowi Speerowi, zastrzegając jednak, że obiekt ma być monumentalny i wzbudzać u odwiedzających odpowiedni respekt. Prace według ostatecznego projektu rozpoczęły się w styczniu 1938 wyburzeniem starej zabudowy Voßstraße. Kompleks budynków nowej kancelarii powstał w czasie 9 miesięcy i został oddany do użytku na dwie doby przed planowanym terminem, otrzymując oficjalny adres Voßstraße 6.

## Opis kompleksu Nowej Kancelarii Rzeszy
W skład kompleksu Kancelarii wchodziły: dziedziniec honorowy i otaczający go gmach, w którym znajdowała się sala mozaikowa, wielki hall (ok. 145 metrów długości), sala posiedzeń rządu i gabinet Hitlera (ok. 400 m² powierzchni). Wszystkie były przesadnie rozległe. Fasada Kancelarii wynosiła 421 m. Pod kompleksem wybudowano duży, dwukondygnacyjny bunkier szpitalny nazwany później Voßbunker, którego doskonale zamaskowane wyjścia i wyjazdy prowadziły bezpośrednio na Voßstrasse. Lewe skrzydło obiektu zamykały dwa bloki mieszkalne zamieszkane przez funkcjonariuszy RSD i żołnierzy LSSAH, a potem FBB, a także ordynansów, adiutantów i sekretarki Hitlera. Pod blokami umieszczono garaże. Na zapleczu całości znajdował się ogród graniczący z ogrodem Ministerstwa Spraw Zagranicznych Rzeszy.

## Wykorzystanie
Chociaż wybudowany przez Speera kompleks spełniał postawione mu warunki, to jednak jego wykorzystanie było incydentalne. W monumentalnej sali posiedzeń rządu nie odbyło się żadne posiedzenie. Wybudowana z czerwonego marmuru sala mozaikowa była jedynie miejscem oficjalnej ceremonii pogrzebowej dla dra Fritza Todta. Przez większą część czasu, kancelaria świeciła pustkami. Stopień jej wykorzystania wzrósł dopiero w styczniu 1945, gdy Hitler powrócił na stałe do Berlina i skrył się ostatecznie w swoim bunkrze. W wyniku działań bojowych w kwietniu 1945, będąc pod bezpośrednim ostrzałem, kompleks został poważnie zniszczony.

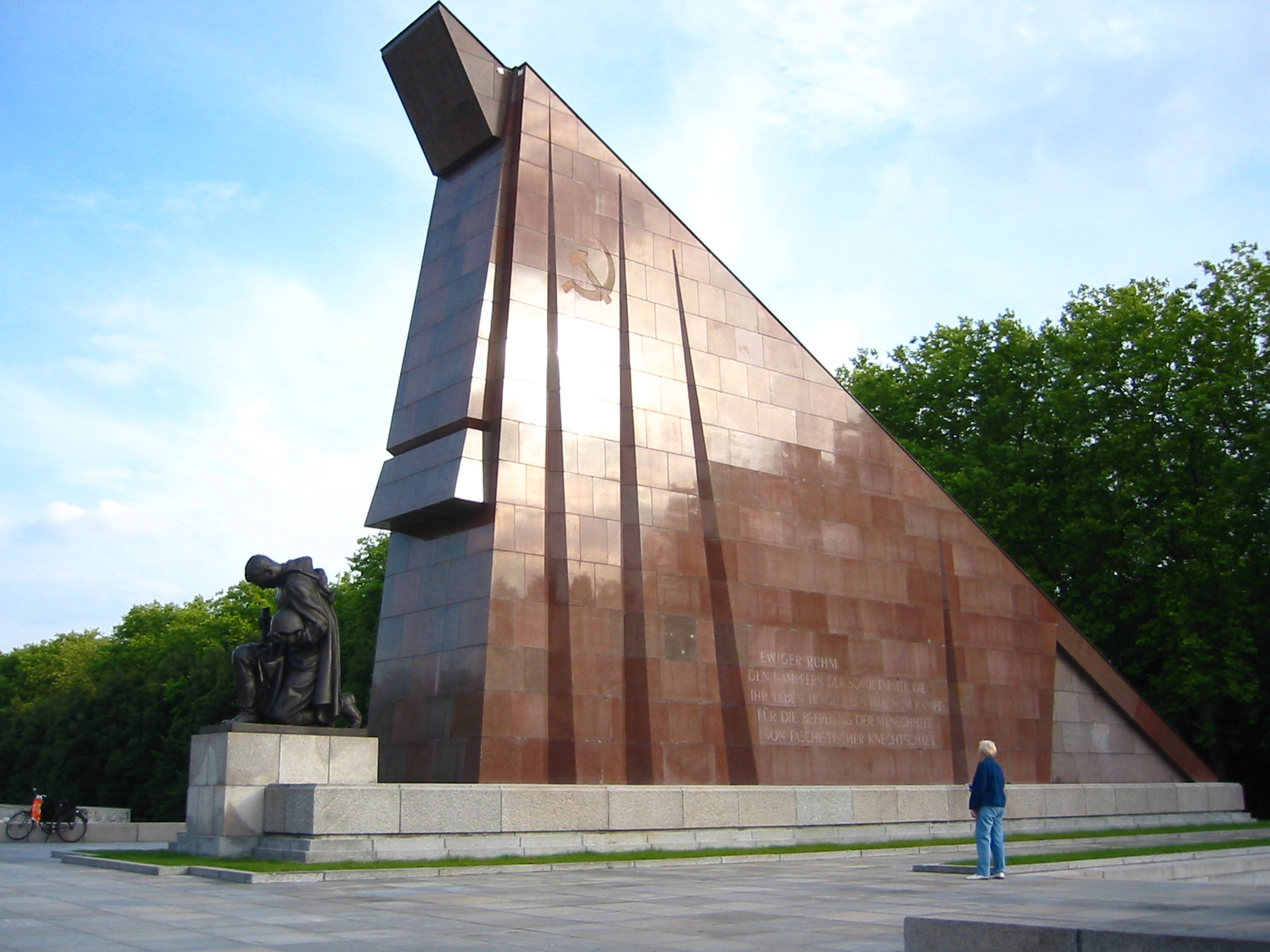
Pomnik wdzięczności Armii Radzieckiej w Parku Treptow

## Powojenne losy
Przez długi czas istniała teoria, że czerwony marmur Sali Mozaikowej Nowej Kancelarii Rzeszy został użyty w stacji metra Mohrenstraße, lecz późniejsze badania ustaliły, że faktycznie pochodzi on bezpośrednio z kamieniołomu z Turyngii. Został on również wykorzystany do budowy berlińskiego kompleksu „pomników wdzięczności Armii Radzieckiej” w Parku Treptow (niem. Ehrenmal am Treptower Park). Do roku 1949 Kancelaria została zrównana z ziemią przez władze radzieckie. Od końca lat 80. XX wieku sektor ulic, w którym znajdowały się obie kancelarie (stara i nowa) wraz z ogrodami, został zabudowany blokowiskiem.
W 2015 r. zostały odnalezione na terenie Niemiec trzy rzeźby z Kancelarii: posąg Arno Brekera Die Wehrmacht oraz posągi dwóch koni wykonane z brązu autorstwa Josefa Thoraka, które były ustawione przed gmachem Kancelarii.

## Wnętrza – galeria

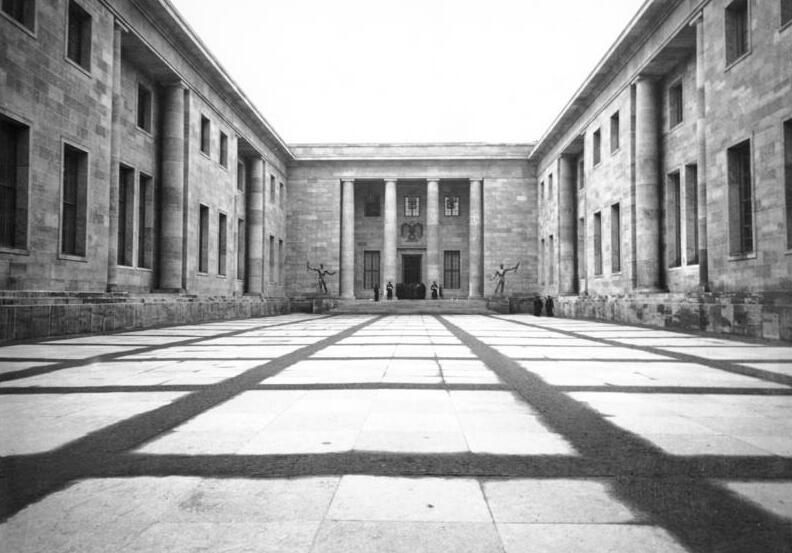
Dziedziniec honorowy
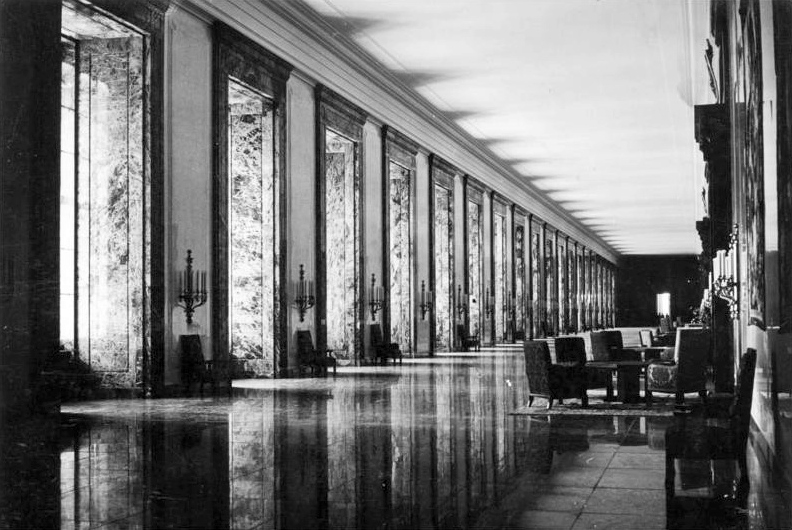
Wielki hall
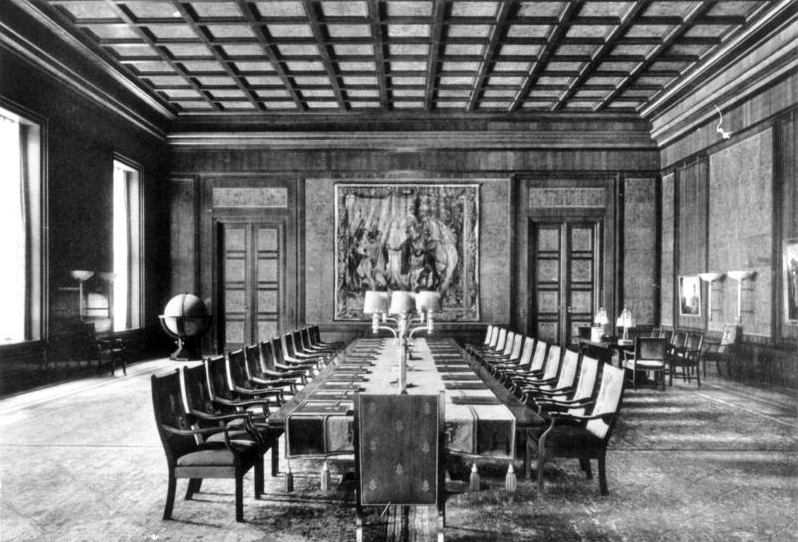
Sala posiedzeń rządu
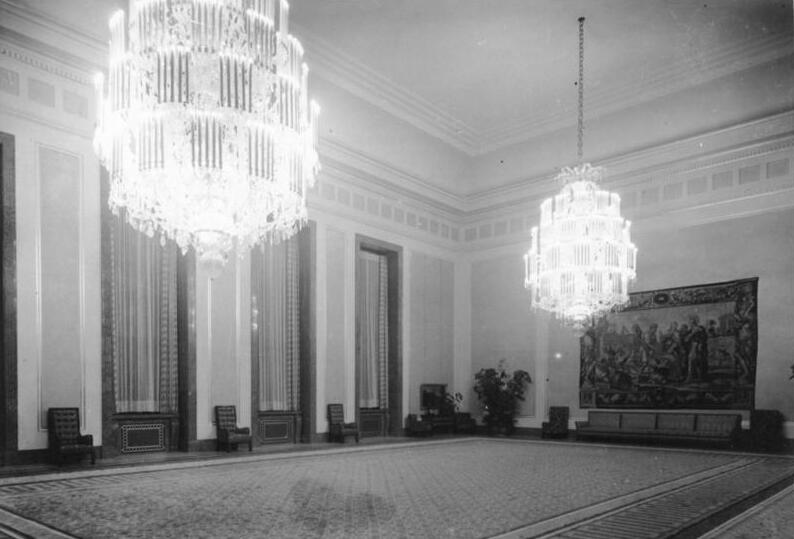
Sala recepcyjna
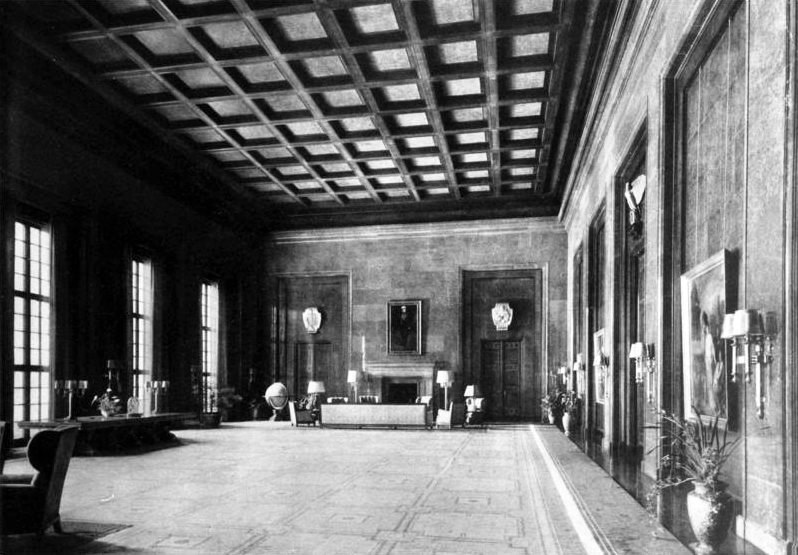
Gabinet Hitlera
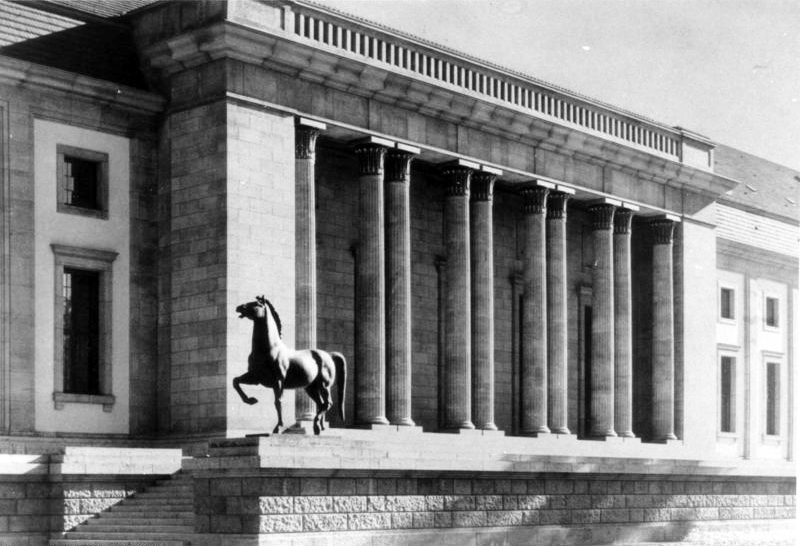
Kancelaria widoczna od strony ogrodu